# عکرمه سعید صبری
شیخ عکرمه سعید صبری (متولد 1939) مفتی عام اورشلیم و فلسطین از اکتبر ۱۹۹۴ تا ژوئیه ۲۰۰۶ بود. وی توسط یاسر عرفات منصوب شده بود.
محمود عباس صبری را، ظاهراً به دلیل محبوبیت روزافزون و ابراز آشکار عقاید سیاسی یک طرفه و دارای بار نژادی در ژوئیه ۲۰۰۶ از مقام مفتی عزل کرد. محمود عباس محمد احمد حسین را در ژوئیه ۲۰۰۶ به عنوان جانشین صبری منصوب کرد.
رژیم اسرائیل، صبری را چندین بار دستگیر کرده‌است، که آخرین بار آن در مارس ۲۰۲۱ بوده‌است.